# Nour El-Refai
Nour El-Refai, née le 14 novembre 1987 au Liban, est une actrice et présentatrice de télévision suédoise.

## Biographie
Elle est née au Liban de parents d'origine syrienne et libanaise, sa famille déménage pour la Suède pour habiter à Eslöv quelques mois après sa naissance. 
En 2014, elle présente les Melodifestivalen 2014.

## Filmographie
- 2004 - Generation Y
- 2005 - Vem är du?—as Åsa
- 2006 - Beck – Det tysta skriket (téléfilm)
- 2006 - Elvismackan (court-métrage)
- 2006 - Tale of Vampires (Frostbiten) :  Cornelia
- 2006 - När mörkret faller
- 2009-2010: Ballar av stål as Bitterfittan
- 2010 - Välkommen åter (séries)
- 2010 - Wallander – Dödsängeln
- 2011 : The Crown Jewels (Kronjuvelerna) d'Ella Lemhagen : la sage-femme
- 2011 - Stockholm - Båstad (TV mini-séries, 1er épisode as Sharon)
- 2012 - Johan Falk: Spelets regler as Lovisa
- 2012 - Labyrint (TV series)
- 2014 - Sköterskan: The Nurse as The Nurse (court-métrage)
- 2014 - Melodifestivalen 2014